# 武冬立
武冬立（1956年- ），男，汉族，北京市人。历任公安部治安管理局副处长、处长、副局长，公安部户政管理局副局长，1999年2月任公安部治安管理局局长，2010年4月任公安部警卫局政委。 2010年7月被授予武警少将警衔。 2012年4月任公安部边防管理局局长、党委副书记，第十二屆全國人大代表，现已经卸任，边防管理局局长为陈定武。
1. ↑  全国人大代表武冬立：为全面深化改革创造安全稳定边境环境[]
2. ↑  .   [2022-08-09]. （原始内容存档于2022-08-09）.